# Hora Svaté Kateřiny
Hora Svaté Kateřiny (Duits: Sankt Katharinaberg) is een kleine Tsjechische stad in de regio Ústí nad Labem, en maakt deel uit van het district Most. Hora Svaté Kateřiny telt 461 inwoners (2023).

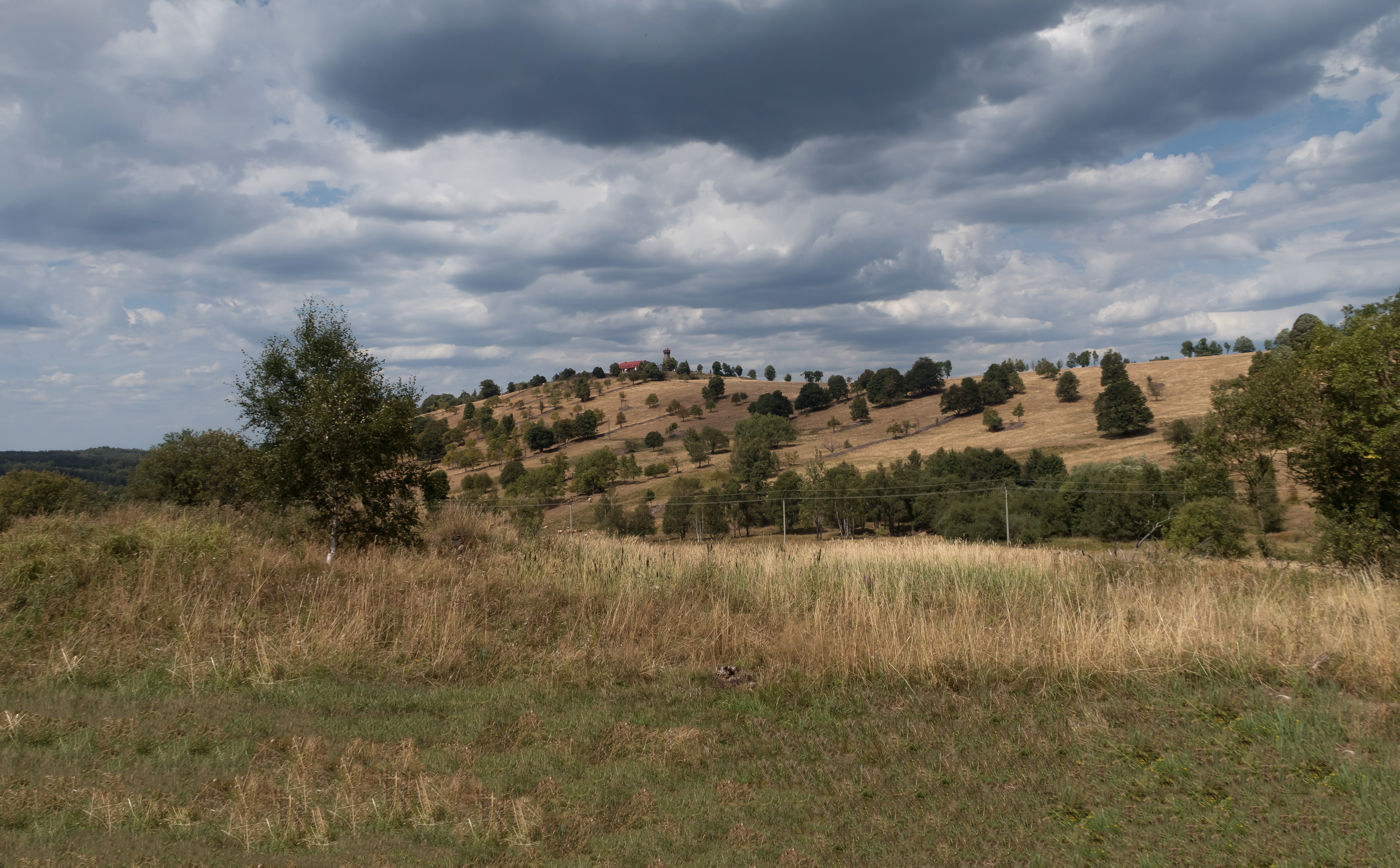
Panorama bij Hora Svaté Kateřiny

## Geschiedenis
- 1480 – De eerste schriftelijke vermelding van Hora Svaté Kateřiny.
- 2008 – De gemeente Hora Svaté Kateřiny krijgt (opnieuw) de status stad.[1]

Bečov ·
Bělušice ·
Braňany ·
Brandov ·
Český Jiřetín ·
Havraň ·
Hora Svaté Kateřiny ·
Horní Jiřetín ·
Klíny ·
Korozluky ·
Lišnice ·
Litvínov ·
Lom ·
Louka u Litvínova ·
Lužice ·
Malé Březno ·
Mariánské Radčice ·
Meziboří ·
Most ·
Nová Ves v Horách ·
Obrnice ·
Patokryje ·
Polerady ·
Skršín ·
Volevčice ·
Želenice